# Stazione di Piana Della Torre
La stazione di Piana della Torre era una stazione ferroviaria posta sulla linea Taranto-Reggio di Calabria. Serviva il centro abitato di Albidona.